# 朱敏 (企业家)
朱敏（1948年—），男，浙江宁波人，美国IT业企业家，美国WebEx（网迅）前任总裁、首席科技主管（CTO），有“硅谷红卫兵”之称。

## 生平
朱敏生于浙江省宁波。1964年至1967年，高中就读于宁波市第一中学（今宁波中学）。高中毕业后，在农村插队8年。1977年，恢复高考后考入浙江农业大学（今浙江大学华家池校区）拖拉机设计与制造专业。1982年，考入浙江大学，在工业管理系攻读研究生，并于1984年获得硕士学位。1984年，以浙江大学管理系第一名的成绩公派赴美国留学，是中国改革开放后首批公派留学生之一，入读斯坦福大学。1987年，获得斯坦福大学工程学硕士学位。曾工作于IBM在加利福尼亚的技术中心，曾任普华永道会计师事务所总技术官和美国Expert Edge公司副总裁。
1991年，自主创业，创办Future Labs公司。1996年，朱敏与Subrah Iyar共同创办WebEx（网迅）。2000年，WebEx（网迅）在纽约纳斯达克上市。2004年，被美国加州大学聘为校长科技创新委员会委员。2005年朱敏离开网迅。担任加利福尼亚州San Jose市府科技顾问。2007年3月，朱敏把WebEx（网迅）卖给思科，售价32亿美元。创办赛伯乐投资公司，担任公司董事长。

## 慈善记录
- 2007年5月，浙江大学百年校庆，捐款1000万美元予浙江大学，创建浙江大学国际创新研究院。
- 2009年：捐款1000万元人民币予宁波中学。[1]

## 荣誉
- 2002年：《商业周刊》评为全球电子商务25位最具影响力的人物之一。
- 2004年：美国加州大学系统聘为“科学与技术发展委员会”委员。
- 2004年：担任美国华源科技协会会长。美国华源科技协会是以旅美华人科技人才为主社团。
- 2004年：美国加州硅谷圣何塞(San Jose)市政府聘为10名科技顾问之一。
- 2006年，浙江大学聘为校友总会副会长。
- 2006年10月：“2006年度十大海归创业新锐”。
- 2007年3月：“中国最活跃的天使投资人”。
- 2007年12月：“2007年度风云浙商”。
- 2008年1月：中华人民共和国科技部“中国火炬创业导师”。
- 2008年6月：“浙江省公共关系协会”名誉会长。
- 2008年：福布斯“2008中国最佳创业投资人”。
- 2009年4月：浙江侨联“全国侨界十杰”候选人。
- 2012年：“浙江省爱乡楷模”荣誉称号。[2]